# Stegolepis pauciflora
Stegolepis pauciflora är en gräsväxtart som beskrevs av Henry Allan Gleason. Stegolepis pauciflora ingår i släktet Stegolepis och familjen Rapateaceae. Inga underarter finns listade i Catalogue of Life.